# 이레나 샤울리에네

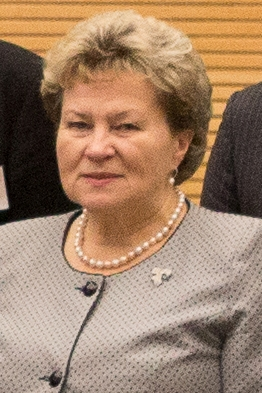
이레나 샤울리에네

이레나 샤울리에네(리투아니아어: Irena Šiaulienė, 1955년 2월 19일 ~ )은 리투아니아의 정치인으로 현재 국회부의장이다.

## 어린 시절
1955년 2월 19일 샤울랴이주 켈메구의 콜라이냐이 마을에서 태어났으며, 텔샤이주 텔샤이구에서 학창 시절을 보냈다. 이후 빌뉴스 대학교에서 역사학을 전공했으며, 1987년 박사 학위를 취득했다.

## 경력
1976년부터 1992년까지 클라이페다 대학교에서 역사학과 부교수를 지냈으며, 1990년 리투아니아 민주노동당(이하 민노당)의 부대표가 되었다. 1992년 총선에서 국회의원으로 처음 당선되었고, 제6대 국회에서 각계 위원회에서 활동한 바 있다. 2000년 이래 민노당 원내대표를 지냈으며, 2017년 7월 4일 국회부의장으로 선출되었다. 그는 또한 국가역사기억위원회 및 중독예방위원회에 소속되어 있다.
2004년에는 리투아니아 문화 훈장 중령 작위를 받았다.